# Space Invader
Космический Захватчик или Захватчик (англ. Space Invader, Invader, род. в 1969 году) — один из представителей уличного искусства Франции, известный во всем мире. Значимость Захватчика заключается в том, что он создал по всему миру большое количество мозаичных композиций, посвящённых компьютерной игре Space Invaders. Творческий псевдоним художника, настоящее имя которого Франк Слама, напрямую связано с названием данной игры.

## Биография
В 2010 году Космический Захватчик снялся в фильме «Выход через сувенирную лавку» — документальном фильме Бэнкси про уличных художников, где он играл самого себя.

## Творчество
С 1998 года Захватчик начал инкогнито создавать мозаики в городах по всему миру. Его работы появляются на стенах городов в самых разных местах.
Его мозаики и символы исходили из известной видеоигры Space Invaders, выпущенной Taito Corporation в 1978 году, которая стала к 1980 году весьма успешной среди первых игр на консоли Atari 2600, и некоторых других игр начала 80-х. Изображения в этих играх были весьма низкого разрешения и поэтому хорошо подходили для воспроизведения в качестве мозаики, в которой отдельная плитка играет роль пикселя. Также плитка устойчива к воздействию различных погодных явлений и слабо разрушается, хотя немало работ были повреждены вандалами.

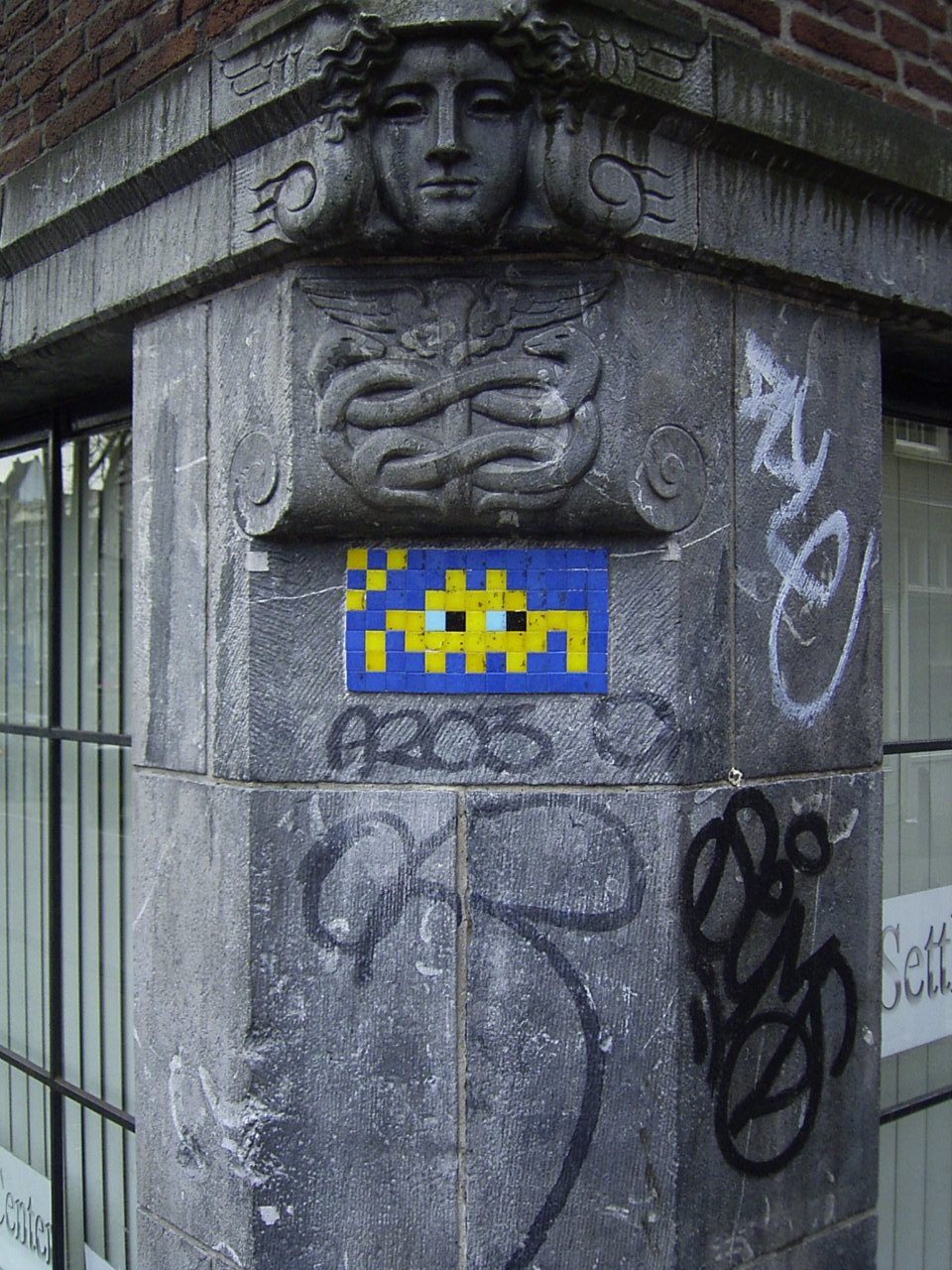
Работа в Амстердаме

Вторжение Захватчика проходило в несколько этапов и лет друг за другом: первый был сделан в середине 1990-х в переулке возле Бастилии в Париже. Только к 1998 году Захватчик разработал свою программу и действительно начал «вторжение», «распространение». Ни одна из мозаик не находится в случайном месте, они выбираются в зависимости от различных критериев, которые могут быть эстетическими, концептуальными и стратегическими.
Модели в разобранном виде путешествуют вместе с художником. Когда он появляется в каком-либо городе, он сразу же начинает составлять план своего вторжения.
В 2005 году художник создал картину «Рубик Мона Лиза», которая представляет собой репродукцию известного шедевра, выполненную из кубиков Рубика. В 2020 году картина была продана на аукционе в Париже за 480,2 тыс. евро.

## Города, где можно встретить мозаики Space Invader
Франция

| - Авиньон - Анже - Анси - Антиб - Бандоль - Бастия - Бордо - Ванн - Велизи-Виллакубле - Гренобль - Йер - Канны | - Клермон-Ферран - Ле-Кремлин-Бисетр - Ле-Кротуа - Ле-Лаванду - Лилль - Лион - Лурмарен - Марсель - Ментона - Монлюсон - Монпелье - Монтобан | - Мужен - Нант - Ним - Ницца - Париж - По - Ренн - Шартр - Сент - Сен-Жан-Кап-Ферра - Экс-ан-Прованс |

Европа

| - Амстердам - Антверпен - Барселона - Берлин - Берн - Брюссель - Бильбао - Бонн - Кёльн | - Фрибур - Женева - Ньон - Гланд - Стамбул - Лозанна - Любляна - Лондон | - Манчестер - Монако - Ньюкасл-апон-Тайн - Роттердам - Рим - Равенна - Вена |

Остальной мир

| - Бангкок - Дакка - Гонконг - Катманду | - Лос-Анджелес - Мельбурн - Момбаса - Нью-Йорк | - Перт - Токио - Варанаси - Сан-Паулу |